# Kurt von Schleinitz

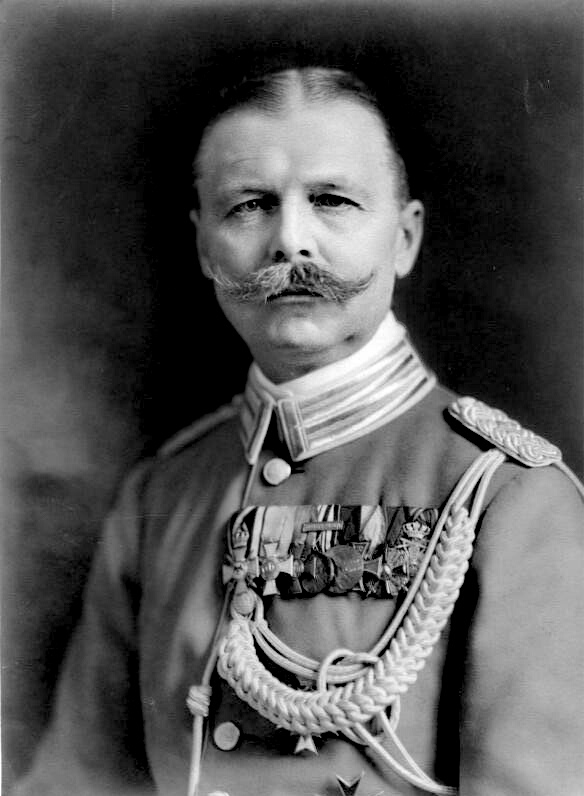
Kurt Freiherr von Schleinitz, 1912

Kurt Hans Julius Freiherr von Schleinitz (* 18. April 1859 in Oberförsterei Kunersdorf, Kreis Zauch-Belzig, Provinz Brandenburg; † 5. Juni 1928 in Berlin-Zehlendorf) war ein preußischer Generalmajor und bis zum 13. April 1914 Kommandeur der Schutztruppe für Deutsch-Ostafrika.

## Leben

### Herkunft
Kurt, Sohn des Forstwissenschaftlers Freiherr Gustav von Schleinitz (1820–1888) und der Marie Elsholtz, war ein Nachkomme der preußischen Linie des alten meißnischen Adelsgeschlechtes von Schleinitz.

### Militärkarriere
1879 wurde er Fahnenjunker und 1880 Sekondeleutnant im 2. Garde-Regiment zu Fuß, 1888 im Garde-Schützen-Bataillon. 1889 wurde er Premierleutnant, 1890 in das Mecklenburgische Füsilier-Regiment Nr. 90 versetzt, 1894 Hauptmann im Mecklenburgischen Grenadier-Regiment Nr. 89. 1897 wurde, unter anderem aus den Halbbataillonen der Mecklenburger Brigade, zum 1. April das 3. Hanseatische Infanterie-Regiment Nr. 162 formiert und Schleinitz als Teil der 89er nach Lübeck versetzt.
Am 22. Juli 1900 trat Schleinitz in die Schutztruppe als Hauptmann ein. In den Jahren 1905 und 1906 beteiligte er sich an der Unterdrückung des Maji-Maji-Aufstands. Seit dem 28. Mai 1907 war er Kommandeur der Schutztruppe für Deutsch-Ostafrika. In dieser Funktion hatte man ihn am 1. Oktober 1912 zum Oberstleutnant befördert. Schleinitz musste seinen Abschied als Kommandeur nehmen, da er von seinen Askari begangene Übergriffe an Zivilisten nicht ahndete.
Während des Ersten Weltkriegs wurde Schleinitz als Oberst z. D. wiederverwendet. Er kommandierte das Landsturm-Infanterie-Regiment Nr. 26 und erhielt am 30. März 1918 den Charakter als Generalmajor.

## Auszeichnungen
- Roter Adlerorden IV. Klasse mit Schwertern und mit der Krone[6]
- Kronenorden III. Klasse[6]
- Preußisches Dienstauszeichnungskreuz[6]
- Ritterkreuz I. Klasse des Ordens vom Zähringer Löwen mit Schwertern[6]
- Ehrenkreuz des Greifenordens[6]
- Mecklenburgisches Militärverdienstkreuz II. Klasse[6]
- Offiziersehrenkreuz des Lippischen Hausordens[6]
- Ritterkreuz des Ordens des Sterns von Rumänien[6]